# Gerhard Riml
Gerhard Riml (1948) è un ex sciatore alpino austriaco.

## Biografia
Specialista delle prove tecniche originario di Sölden, debuttò in campo internazionale in occasione dello slalom gigante della Coppa dei Paesi alpini 1965 (Davos, 10 febbraio), chiudendo 21º; esordì in Coppa del Mondo il 24 febbraio 1968 a Oslo nella medesima specialità classificandosi 8º e tale risultato sarebbe rimasto il migliore di Riml nel massimo circuito internazionale. Nel 1969 si piazzò 2º nello slalom speciale della 3-Tre a Madonna di Campiglio e nel 1970 vinse lo slalom speciale e la combinata del Grand Prix di Morzine (10-11 gennaio); prese per l'ultima volta il via in Coppa del Mondo il 31 gennaio dello stesso anno a Madonna di Campiglio in slalom speciale (21º) e si ritirò durante quella stessa stagione 1969-1970: la sua ultima gara fu lo slalom speciale del memorial Toni Mark di Saalbach del 20 febbraio (non valido per la Coppa del Mondo), non completato da Riml . Non prese parte a rassegne olimpiche o iridate.

## Palmarès

### Coppa del Mondo
- Miglior piazzamento in classifica generale: 51º nel 1968

### Campionati austriaci
- 3 medaglie:
  -  1 oro (slalom speciale nel 1969)
  -  2 argenti (slalom speciale nel 1967; combinata nel 1969)[senza fonte]